# Eichelkamp
Der Eichelkamp ist ein Stadtteil von Wolfsburg. 

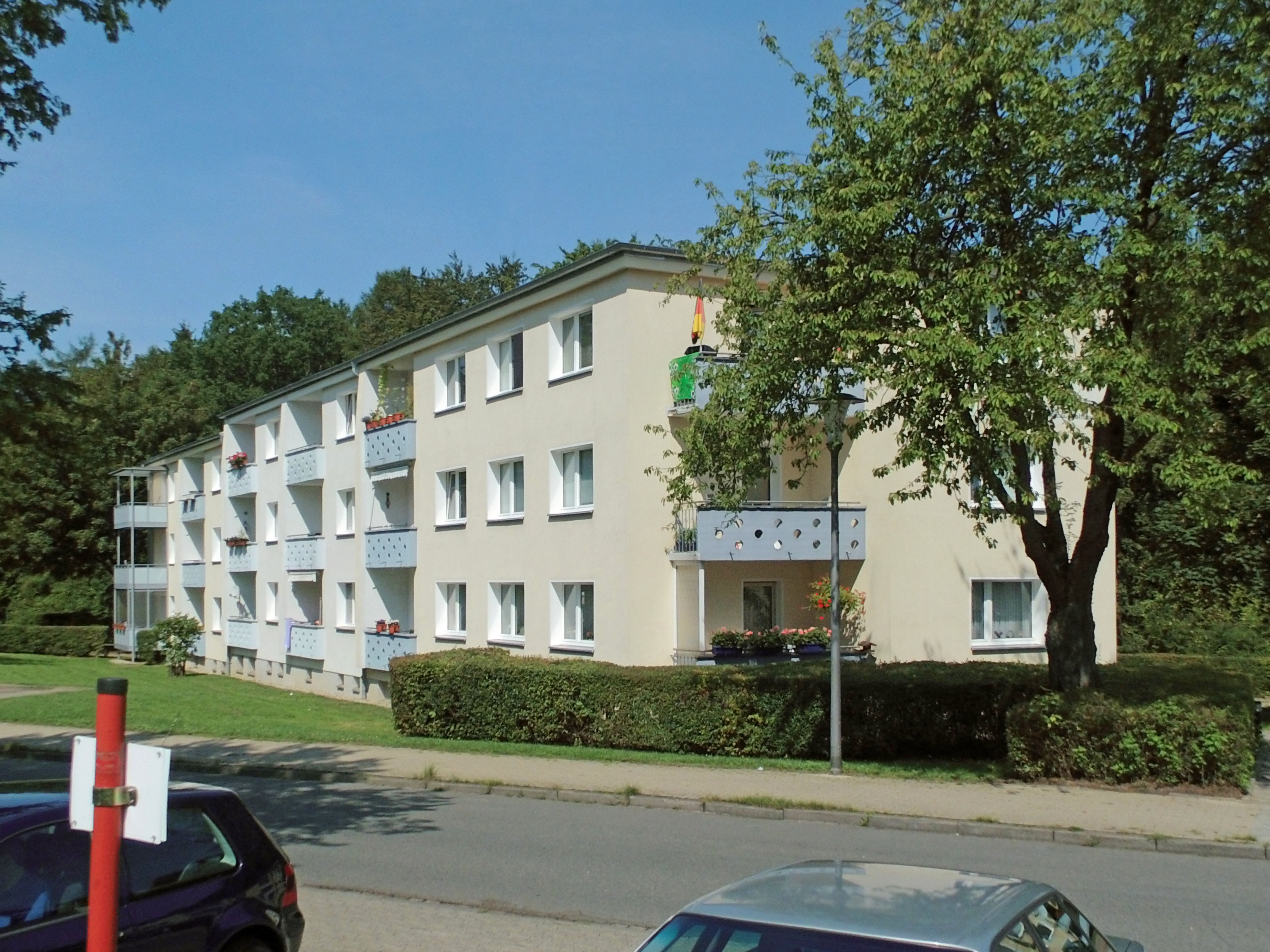
Wohnblock an der Straße „Eichelkamp“ im Stadtteil Eichelkamp

Der Stadtteil befindet sich südwestlich der Innenstadt, direkt am Stadtwald.
Der Dunantplatz ist der zentrale Punkt und bietet in kleinem Rahmen Einkaufsmöglichkeiten. 

## Geschichte
Vor 1950 war das Gebiet des heutigen Stadtteils Eichelkamp nicht bebaut, es führte jedoch die Landstraße von Wolfsburg nach Mörse hindurch. Mit der Eröffnung der Braunschweiger Straße 1951 verlor die alte Straße ihre Bedeutung, heute besteht sie überwiegend nur noch als Fuß- und Radweg (zwischen Dunantplatz und Schützenhaus).
1956 begann der Wohnungsbau, und noch im selben Jahr eröffnete ein Kaufmann aus Heßlingen ein Lebensmittelgeschäft im neuen Stadtteil. 1957/58 entstand die Bebauung am Dunantplatz, 1959 wurde dort ein Postamt eröffnet. 1959 begann auch in der neuerbauten Waldschule Eichelkamp (Volksschule X.) der Unterricht. Um 1961 wurde das Terrassen-Café (heute ein Restaurant) erbaut. 1962 wurde ein 19-stöckiges Hochhaus in den Wald nördlich des Eichelkamps gebaut, es war damals eines der höchsten Gebäude in Wolfsburg. 1963 wurde der Dunantplatz um eine Brunnenanlage bereichert. 2007 übernahm die Evangelisch-lutherische Landeskirche Hannovers die Trägerschaft der Waldschule Eichelkamp, seit 2010 wird die Schule von einem Förderverein unterstützt.

## Politik
Der Eichelkamp bildet gemeinsam mit den benachbarten Stadtteilen Hageberg, Hohenstein, Klieversberg, Laagberg, Rabenberg und Wohltberg die Ortschaft Mitte-West, die durch einen Ortsrat vertreten wird. Ortsbürgermeister ist Sabah Enversen (SPD).

## Sehenswürdigkeiten

### Kunst im Stadtbild
- Außenwandgestaltung (1960) von Paul-Kurt Bartzsch (Wolfsburg) – Waldschule Eichelkamp
- Außenwandgestaltung (1961) von Bruno Asshoff (Bochum) – Waldschule Eichelkamp
- Wasserspiel-Brunnenanlage (1963) von Peter Szaif (Wolfsburg) – Dunantplatz

## Bildung
- Waldschule Eichelkamp (Evangelische Grundschule)